# Eriozona
Eriozona là một chi ruồi trong họ Syrphidae.

## Hình ảnh

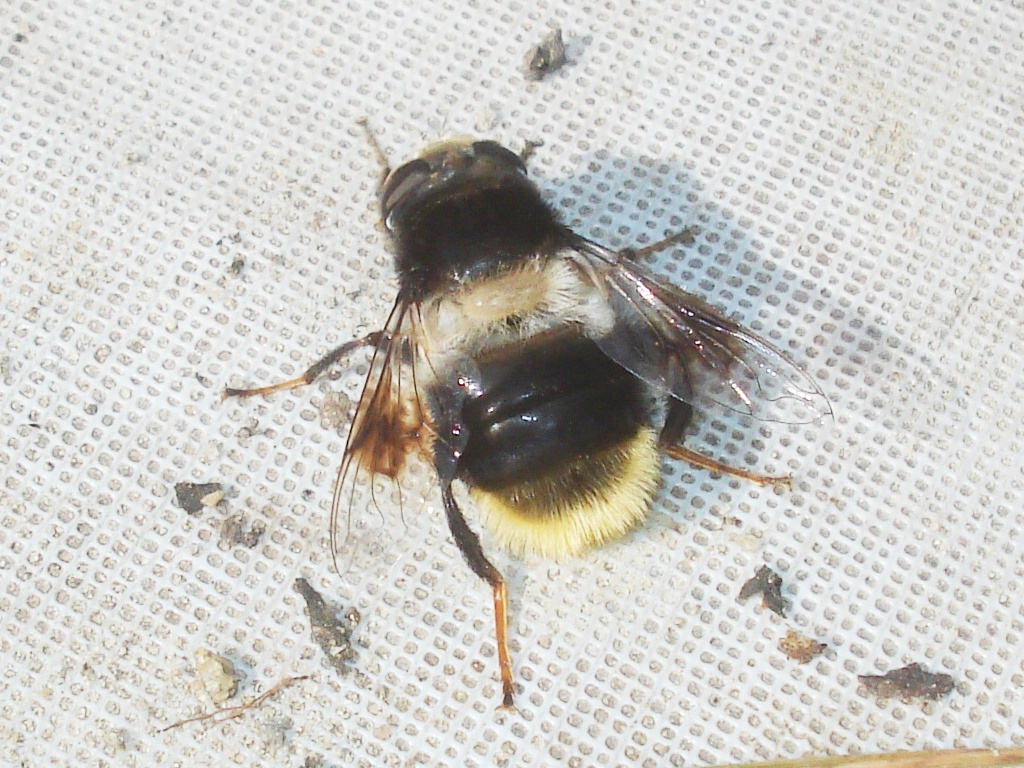